# Justus Jonas
Pour les articles homonymes, voir Jonas (homonymie).
Justus Jonas né le 5 juin 1493 à Nordhausen, en Thuringe, et mort le 9 octobre 1555 à Eisfeld, toujours en Thuringe, est un juriste, humaniste, un théologien et réformateur protestant allemand.

## Biographie
De son vrai nom Jobst Koch, il a latinisé son prénom en Jodocus - habitude courante des savants à l'époque - et, plus tard, a repris le prénom de son père comme patronyme. Il est en effet le fils de Jonas Koch, bourgmestre de Nordhausen. Enfin, probablement en référence à ses études de droit, il prend pour prénom Justus (le juste). Justus Jonas va à l'université d'Erfurt en 1506 pour y étudier le droit et les sciences humaines et obtient une sa maîtrise en 1510. C'est ensuite l'université de Wittemberg qui lui décerne un diplôme de Bachelor of Laws. Il retourne alors à Erfurt en tant que prêtre et obtient le titre de docteur en droit de la part de l'université. Admirateur d'Erasme, Justus Jonas a également étudié le grec, l'hébreu et les Saintes Écritures. Cette grande culture lui vaut d'être élu, en 1519, recteur de l'université de la ville. Il se lie alors avec Martin Luther, l'accompagne à la Diète de Worms en 1521 et est nommé professeur de droit canonique à Wittenberg par Frédéric III de Saxe.

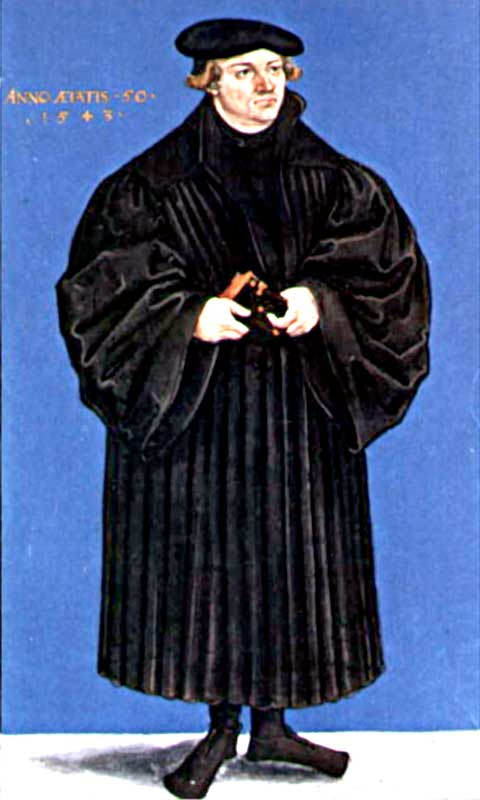
Justus Jonas en 1543.

Durant le séjour de Luther à la Wartburg, à Eisenach, il devient un fin zélateur de celui-ci ; traduisant en allemand ou en latin les écrits de son mentor ou ceux de Melanchton. Justus Jonas a ainsi participé à la traduction de la Bible en allemand.
Jonas prend une part active dans nombres de congrès et conférences, dont le Colloque de Marbourg (1529) et la Diète d'Augsbourg (1530) et s'implique dans des relations diplomatiques avec les princes. À l'automne 1531, Jonas publie une traduction allemande de l'Apologie de la Confession d'Augsbourg et, en 1541, il entame une croisade de prédication fructueuse à Halle, dont il devient le surintendant des églises en 1542 ou 1544 et le prêtre de l'église du marché de Notre-Dame (Marktkirche Unser Lieben Frauen). À plusieurs reprises, il prend position contre le prédicateur catholique Georg Witzel qu'il parvient à évincer en 1538.
Il rejoint Luther à la fin 1545 quand celui-ci devient gravement malade et l'accompagne dans la mort. Justus fera son oraison funèbre. Il erre ensuite de place en place et finira sa vie à Eisfeld. Il se maria trois fois.
Johann Sebastian Bach utilisa ses textes dans deux cantates, les BWV 126 et 178 ainsi que le choral BWV 258.

## Œuvre
- Praefatio in Epistolas divi Pauli Apostoli ad Corynthios, Erfurt 1520 (online)
- Adversus Ioannem Fabrum Constantiensem Vicarium, scortationis patronum, pro coniugio sacerdotali […] defensio, Straßburg 1523 (online)
- Annotationes […] in Acta Apostolorum, Augsburg 1524 (online), deutsch Augsburg 1525 (online)
- Vom alten und newen Gott, glawben und lere, Wittenberg 1526 (online)
- Das siebend capitel Danielis von des Türcken Gotteslesterung und schrecklicher Morderey, Wittenberg 1529 (online)
- Contra Tres Pagellas Agri. Phagi Georgii VVitzel […] Responsio, Wittenberg 1532 (online)
- Wilch die rechte Kirche, Und dagegen wilch die falsche Kirch ist, Christlich antwort und trœstliche unterricht, Widder das Pharisaisch gewesch Georgii Witzels, Wittenberg 1534 (online)
- Ludus Sylvani Hessi in defectionem Georgii Vuicelii ad Papistas, Wittenberg 1534.
- Oratio […] de studiis theologicis, Wittenberg 1539  (online)
- Kirchenordnung zum anfang für die Pfarher in Hertzog Heinrichs zu Sachsen […] Fürstenthumb, Dresden 1539 (online)
- Gebet und Dancksagung, Bey Abschaffung der, ehemals am Tage Corporis Christi gehaltenen Abgöttischen Päbstlichen Procession, Halle 1661.
- Christlicher und kurtzer unterricht, von vergebung der Sünde und Seligkeit, Wittenberg 1542 (online)
- Ein Sermon von der Historien Judae Jscharioth, und des Judas Kusse, Wie es der Welt kunst und des Teuffels list ist, Halle 1543.
- Der neunundsiebzigste Psalm zu diesen gefährlichen Zeiten allen Christen zu Trost, s.l. 1646.
- Zwo Tröstliche Predigt Uber der Leich Doct. Martini Luther zu Eissleben den XIX. und XX. Februarii gethan  (avec Michael Caelius), Wittenberg 1546 (online)
- Doctor Martin Luthers Christlicher abschid vnd sterben, Nürnberg 1546 (online)
- Eyn fast tröstliche Predigt, und auslegung der Historien, von den wunderbaren XL. tagen, Regensburg 1555 (online)